# 盧卡斯·澤夫
盧卡斯·澤夫（捷克語：Lukas Zevl，1991年10月25日—），捷克男子羽毛球運動員。

## 簡歷
2016年11月，盧卡斯·澤夫出戰以色列夏瑣羽毛球國際賽男子單打項目，並在決賽中以2-1的成績（21-18、14-21、21-13）擊敗了波蘭選手帕维尔·帕拉津斯基，奪得個人生涯中首個國際賽冠軍。

## 主要比賽成績
只列出曾進入準決賽的國際賽事成績：
| 年份   | 賽事                   | 公開賽級別 | 項目     | 拍檔            | 成績   |
| ------ | ---------------------- | ---------- | -------- | --------------- | ------ |
| 2015年 | 以色列夏瑣羽毛球國際賽 | 未來系列賽 | 男子單打 | －              | 亞軍   |
| 2015年 | 以色列夏瑣羽毛球國際賽 | 未來系列賽 | 男子雙打 | 里歐·克羅伊特   | 準決賽 |
| 2016年 | 以色列夏瑣羽毛球國際賽 | 未來系列賽 | 男子單打 | －              | 冠軍   |
| 2017年 | 希臘羽毛球國際賽       | 未來系列賽 | 男子單打 | －              | 準決賽 |
| 2018年 | 以色列夏瑣羽毛球國際賽 | 未來系列賽 | 男子雙打 | 阿里爾·沙恩斯基 | 冠軍   |

| 2007-2017年 | 首要超級賽 | 超級賽 | 黃金大獎賽 | 大獎賽 | 國際挑戰賽 | 國際系列賽 | 未來系列賽 | 其他 |

| 2018-2026年 | 總決賽 | 超級1000賽 | 超級750賽 | 超級500賽 | 超級300賽 | 超級100賽 | 國際挑戰賽 | 國際系列賽 | 未來系列賽 | 其他 |